# 더 할리우드 리포터
《더 할리우드 리포터》(The Hollywood Reporter)는 1930년 이후 계속 이어져오고 있는 미국의 잡지로, 영어로 간행된다. 특히 2010년 후반 연예 산업과 시청자들에게 제공하는 종합 출판물로 새로 선보이게 되었다.